# 風と雲と虹と
『風と雲と虹と』（かぜとくもとにじと）は、1976年（昭和51年）1月4日から12月26日にかけて放送されたNHK大河ドラマ第14作。主演は加藤剛。
舞台が平安時代中期（10世紀）としており、2025年時点で2027年放送予定の『逆賊の幕臣』までの歴代大河ドラマの中では扱った時代が最も古い作品。また全話での舞台が西暦3桁（平将門：903年-940年）の唯一の作品である。海音寺潮五郎の小説『平将門』『海と風と虹と』を原作とする。

## 企画・制作
演出を担当した大原誠によると、当初の企画は池波正太郎の小説『火の国の城』（加藤清正が題材）のドラマ化が最有力だったが、NHKの芸能局長が「加藤清正みたいに地味な人間が大河の主役になるか」と反対して頓挫する。主役にはすでに加藤剛の起用が決まっており、彼が「平将門をやってみたい」と話したことで、代替案として採用された。NHKからの申し入れを海音寺は快諾し、同じ朝廷に対する「反逆者」である藤原純友の話を組み合わせる形でドラマ化された。タイトルは純友を描いた『海と風と虹と』の「海」を「雲」に変えることで平将門の本拠である「関東」を表現したという。前述の古い時代設定に視聴者が近づけるよう第1回の冒頭では現在の神田明神（平将門が祭神）からスタートしており、これは1965年の『太閤記』が第1回の冒頭に東海道新幹線を映した前例をヒントにしたと大原誠は述べている。プロデューサーの岸田利彦によると、古い時代が舞台のため、時代考証が難しかったという。
『真田風雲録』で知られる劇作家・福田善之が脚本を執筆、ここでの将門は、「まず民衆が存在して、公などはずっと後からやって来たものだ」と決起を促すなど（こうした台詞は原作にはない）、反乱の歴史的位置付けを自ら意識した主人公である。また、傀儡や海賊、遊女、農民等々庶民階層の登場人物が活躍する。東西の主人公をつなぐために忍者をキャラクターとして設定し、女忍者・けら婆（吉行和子）の相方として、新人の草刈正雄が起用された。
平安中期の東国が舞台という事情で騎馬のシーンを多くせざるを得ず、その経費を下げるために厩舎入りした競走馬を3週間撮影のために借りて、撮影当日は状態のいい馬から選んで使い、合戦シーンをその期間でまとめて収録する方式が採用された（厩舎入りの馬の場合、騎乗者の費用だけで済んだという）。また日常で騎乗する場面はスタジオに脚立に板を載せて馬に見えるようにした台を用意し、そこに俳優を座らせて上半身のみを撮影する（背景は後でロケの画像を合成）手法を考案した。
例年、大河ドラマの出演者は成田山新勝寺の豆まきに参加する。しかし、新勝寺は将門を追討するために作られた寺であることもあり、本作の世界観と合わないという理由から、本作の出演者は豆まきに参加していない。
NHK大河ドラマ・ストーリー（NHK出版から刊行されるガイドブック）が発刊された初めての作品でもある。

## 反響
初回放送時の最高視聴率は30.1%、平均視聴率は24.0%。
本作では舞台となった茨城県笠間をはじめとした将門と由縁のある場所が観光地となり、日本放送出版協会（現・NHK出版）によるムック本は数多く売れた。春日太一はこれらを「大河ドラマは一つの番組枠にはとどまらない、大きな産業を生み出す源泉という役割を担うようになった」と評して、以降の作品に重要な影響を与えたとしている。

## あらすじ
10世紀初頭、坂東の地に勢力を広げていた桓武平氏の一族、平良将の嫡子として生まれた小次郎将門は、官位を得るため京に上った。真面目すぎる将門は、賄賂が横行する慣れない都生活で、要領の良い従兄弟の平貞盛のように振舞えず、都の貴族社会に失望する。そうした中、藤原純友と出会う。官僚貴族らしくない純友の豪胆な振る舞いは、将門には魅力だった。一方、純友は内心、将門に坂東で反乱させ、東西で呼応して都を征服するために利用しようと思っていた。
猟官が不調に終わり、貴子をめぐる恋愛にも貞盛に敗れ、失意の中帰郷した将門は、坂東平氏一族の内紛に巻き込まれる。伯父の国香や良正、有力豪族の源護・扶父子らとの内紛を勝ち抜いていく過程で、次第に朝廷そのものへの叛乱の頭領として祭り上げられていく。やがて、坂東を制圧した将門は朝敵とされ、従兄弟の貞盛や、将門の少年時代のヒーローでもあった田原藤太との宿命の対決に向かう。
その後、瀬戸内海で反乱を起こしていた純友は、将門戦死の知らせを聞いて、南海に虹が消えていくように、自分の野望も潰えたことを悟るのだった。
本作は、神懸かり状態の巫女から託宣を受けて「新皇」を名乗り、東国に独立王国を築くことを目指した将門が、田原藤太（藤原秀郷）、平貞盛らに討たれ、純友も瀬戸内海で敗死してその野望が潰えるまでを描く。

## 登場人物

### 主人公
平小次郎将門（たいらの こじろうまさかど）
演：加藤剛 （少年期：水野哲）
性は純朴で武芸・学問ともに優れ、理不尽な事には毅然として立ち向かう。貞盛と青春時代を過ごし、源護の娘小督に恋をする。小督に求婚するが、護にそれなりの官位につくことを求められ、上洛する。しかし、都では右兵衛少志に任官するも、貞盛に出世で後れをとる。また盗賊を退治するもその盗賊が高貴な身分であったことから評価を落とし挽回するため海賊退治のための西海道追捕使に従軍する。そこでは都で親交を結んだ藤原純友の計らいで全滅した追捕使の中で唯一人生き残るが、都に帰ると都での恋の相手の貴子は貞盛と恋仲になっていた。失意の中坂東に戻ると、伯父たちが土地を横領していることに気づく。伯父良兼の娘良子を強奪したことから一族の中で孤立し、伯父たちと戦うことになる。火雷天神の旗の元、一族や源氏との戦いに打ち勝って勢力を拡大し、坂東の民人の支持を得るが、政治的野心は持っていない。自分から新皇を名乗ろうとしなかったが、京から追討使が派遣される中、田原藤太、貞盛らの連合軍と戦い戦死する。

### 平氏一門

#### 良将・将門一門
平良将（たいらの よしまさ） （鎮守府将軍）
演：小林桂樹
将門の父。民人たちとも気さくに交流する。陸奥で病死する。
将門の母 正子（まさこ）
演：新珠三千代
愚直で一本気な将門を母として案じている。良子を掠奪した将門を諫めるが、将門が以前から良子を好きだったことを知ると、これを許す。後に一族での争いが激化した時は義弟・良文の元に身を寄せる。
良子（よしこ）
演：真野響子
良兼の娘。義母の詮子の計らいにより源扶と婚約していたが、嫁入りの際に将門に掠奪された。当初は抗っていたが、将門が自分を一年前から妻にしたいと願い出ていたのに良兼らが「嫁ぎ先はもう決めてある」と聞き入れなかったこと、加えて将門が願い出たことを父と義母が黙殺していたのを正子から聞かされたことで将門の想いを改めて知り、彼の元に嫁ぐ決心を固め、将門の妻となる。
平三郎将頼（たいらの さぶろうまさより）
演：高岡健二 （少年期：難波和宏）
将門の弟。上洛した将門に代わり家を守る。京から帰ってきた将門に妻を娶るよう薦める。将門と共に各地を転戦し運命を共にする。
平四郎将平（たいらの しろうまさひら）
演：岡村清太郎 （少年期：出原健一）
将門の弟。学問に秀でている。学問を学ぶため、将門のいる京へ上る。小野道風に師事する。菅原景行らと共に坂東に戻る。将門の戦死後は、恋人かやの故郷、陸奥に脱出した。
豊太丸（とよたまる）
演：磯永明彦
将門の子。
伊和員経（いわの かずつね）
演：福田豊土
平良将・平将門の郎党。将門の上洛にも付き従う。坂東に戻ってからも将門の側近として活躍する。
将門の郎党
演：中山廣道
郎党
演：日野道夫
将門家の下男。将門が京から帰っても妻を娶らないことを気にかけている。良兼、良正が農繁期の六月に兵を起こして将門と合戦を構えようとした際には「坂東の合戦の作法も弁えぬ」と涙した。将門戦死後、燃える岩井の館で自害した。
老乳母
演：関京子
将門の郎党（老郎党）の妻で将門の乳母。将門が京から帰っても妻を娶らないことを気にかけている。将門戦死後、燃える岩井の館で自害した。
桔梗（ききょう）
演：森昌子
葦津江郷の娘。源扶に襲われたところを玄明と将門に助けられる。良子に対する恋慕を募らせる将門に、「欲しいものは奪い取ればいい」と勧める。将門の戦死の際には良子親子を逃がそうとして殺され、その地は桔梗の咲かない里になった。
子春丸（こはるまる）
演：島米八
桔梗と同時期に将門の館に仕えるようになった若者。源扶と良子の婚姻の日取りの情報を将門に伝える。健脚なことから下人としては重宝されていたが、良兼の郎党の蓮沼五郎に捕らえられ脅されたため、良兼の郎党の海老丸を従兄弟と偽り岩井の館に招き入れた。
将門の家人 （第1回）
演：井上博一、岡本隆
将門の郎党
演：西郷隆、永井譲滋、岡本隆、小松本幹三、大塚崇、浅野泰行
物見の者
演：加藤正之
大串の村に集結していた源扶の軍を偵察するよう将門に命じられた。
武者→将門の兵
演：加藤正之、松島真一、山崎一雄、富永高敏
将頼の郎党
演：平川斉

##### 将門の側近たち
鹿島玄明（かしま はるあき）
演：草刈正雄
玄道の弟。将門と親しくなる。驚異的な脚力を持っており、将門と純友の間を往来する。武蔵が子高の罠にかかり捕えられた時は、伊予から京に引き揚げる途中の将門と同道していたが、恒利からその情報を聞き京へ駆けつけ武蔵を救出した。実は武蔵武芝の子で、武蔵とは姉弟だった。
鹿島玄道（かしま　はるみち）
演：宍戸錠
お尋ね者で、初対面では将門と喧嘩をするが、将門を気に入り、源扶に将門と貞盛が襲われた時には玄明と共に助ける。玄明とともに常陸の不動倉を襲撃した際に負傷。将門の元に逃れる。そのことが将門と常陸国府との対立の原因である。
興世王 （おきよおう）（勘解由判官→武蔵権守）
演：米倉斉加年
皇族だが官僚としてはパッとしない。盗賊たちを捕らえ将門が京で評判になっている時、単に顔を見たいという理由でいきなり屋敷を訪れ将門と対面する。後に武蔵権守を命じられ坂東に下る。そこで武芝と対立し、将門の仲裁を受ける。武蔵守と対立し、将門の元で居候する。反乱を起こした将門の参謀役になり自身の権威を高めようとする。一味が全員討ち死にした際も一人だけ生きて捕らえられるが、「丁重に遇するように」と労わる藤太の面前で「わしは武者ではないが恥は知っている」と舌を噛み自殺する。
菅原景行（すがわらの かげゆき）
演：高橋昌也
菅原道真の3男。京から常陸の荘園に移る。その際、京に来ていた将平、三宅清忠も同道する。坂東に将門が戻ると、開墾などのことで将門に世話になる。将門の使者として良兼の元に将門と良子の縁談を頼みに行くが断れた。将門が国香を討った後、坂東に戻った貞盛と将門の間を取り持つ。後に良兼の軍に心ならずも貞盛が味方することになり、将門と戦い敗れると、貞盛から将門との間を再び取り持ってくれるよう依頼される。しかし、将門は景行の言葉に「貞盛は男ではない」と言い、景行も「二度とこのようなことは申しません」と言った。
三宅清忠（みやけ きよただ） （小一条院藤原忠平家人→菅原景行家臣）
演：近藤洋介
将門の小一条院の同僚。将門に目をかけているが、実は純友とも関係がある。純友の影響で官位のことは気にしていないと言っていたが、将門の任官の際には「正直言って妬ましい。不思議なものだ」と複雑な心中を将門に語った。その後、景行とともに坂東に下り、将門の側近になる。
多治経明（たじの つねあきら）
演：金内吉男
羽生御厨の豪族。下野国境で将門が良兼等の軍を破ると、将門の元に押しかけて将門の弟分と名乗る。
文屋好立（ぶんやの　よしたつ）
演：大宮悌二
相馬の豪族。下野国境で将門が良兼等の軍を破ると、将門の元に押しかけて将門の弟分と名乗る。
興世王の郎党
演：朝野和信、伊藤仁
興世王の兵
演：暮林修、大峰順二、山下望

#### 国香・貞盛一門
平太郎貞盛（たいらの たろうさだもり） （左衛門少志→左兵衛少尉兼検非違使尉→左馬大允）
演：山口崇
国香の嫡子。将門の幼馴染み。若い頃は恋を楽しむ。将門と同時期に京へ上洛する。坂東へ帰るつもりはなく、都での栄達を望んでいる。国香が討たれた時も京へ留まろうとするが、忠平の命もあり坂東へ帰ることになる。将門との戦いを極力回避するべく努力するが、兵を起こした良兼軍に弟の繁盛が加わり、阻止するために陣に向かうが、そこで良兼に脅されたりなだめすかされたりして、共に将門と戦うことを決意する。その後京に逃れようとするが信濃国分寺で将門と交戦し、侘田真樹が死亡するが、辛くも逃げることに成功する。その後忠平から将門の追捕使に任命され、坂東に下るも利あらず、逃亡の日を送る。最終的に田原藤太と組み、将門を討ち取ることに成功する。
平国香 （たいらの くにか）（前常陸大掾）
演：佐野浅夫
良将の兄。将門の伯父であるが、領地を横領したりしている。将門、貞盛が源扶に襲われると、すべての責任を将門に押しつけ陸奥へ追いやる。良将の死後、後を継いだ将門の領地を押領する。小督との縁談の仲立ちを将門に頼まれるが、将門には官位が必要であると諭し、京の都に貞盛と共に上洛させる。将門の留守中、領地を横領する。源氏の3兄弟が将門を討つため出陣すると源家に味方するが、敗北し討ち取られる。
秀子（ひでこ）
演：丹阿弥谷津子
国香の妻で貞盛の母である。良将の死後、将門の土地を横領し、仮病を使い将門との対面をうやむやにしようとする国香に「いっそ土地をお返しなされ」と諭す。良兼、良正と将門との戦いの前に自らは戦いを回避しようとする貞盛の使いとして将門の元に赴く。しかし、結果として貞盛は良兼らと共に戦うことになる。将門との別れの際に「力になりたいというあの子の気持ちは本当だった」と言うが、将門は二つに矢を折り、「矢が元に戻らないように、自分と貞盛の仲も二度と元に戻らない」と語った。
平繁盛（たいらの しげもり）
演：佐々木剛
貞盛の後を追い京へ上洛し官途に就く。国香が討たれたことを侘田真樹に知らされると、貞盛に仇を討つことを主張する。
侘田真樹
演：藤巻潤
平国香の家臣。国香が将門を討とうとする時諫めるが、逆に敗北し国香は討死する。そして、仇を討とうとするが、将門に諭され都の貞盛に国香の最期を知らせる。後に京に逃れようとする貞盛に従っていたが、信濃で将門に追いつかれ交戦した際壮絶な討死を遂げる。
小督（こごう）
演：多岐川裕美
源護の3女。神社の祭礼で将門と関係を持つが、その場では名を告げず立ち去る。後に将門に国香を通じて縁談を申し込まれ、父の護に「貞盛と将門とどっちがいいのだ」と尋ねられるが、本人は当初、姉たちと違って将門にも好感情を抱いており、「若いんですもの（若いから決められない、という意味）」と答える。後に貞盛の妻になる。
貞盛の下人
演：猪野剛太郎、大久保正信
貞盛の郎党
演：田村錦人、北島和男
小督の侍女
演：玉井ゆみ

#### 良兼一門
平良兼 （たいらの　よしかね）（前上総介）
演：長門勇
良将の兄で将門の伯父。将門の留守中、国香とともに領地を横領する。詮子を後妻にすると、言いなりになってしまう。源扶に良子を嫁がそうとするが、将門に掠奪される。そして詮子に焚きつけられ出陣しようとするが、良子から将門に嫁いで幸せである旨の書状が届くと、心労のために倒れてしまう。しかし度重なる詮子の焚きつけと農繁期で油断した際に戦うべきと主張する良正の説得により将門を討つことを決意する。しかし、下野などでかき集めた2千もの大軍を擁しながら将門に敗れる。その後、高望王の木像や良将の肖像画を陣頭に掲げるなどなりふり構わぬ手段で将門に勝利するものの、民人の力を得て盛り返した将門に再び敗北し、失意の中病死する。原作では将門を騙し討ちにするように弟達を唆して将門の源家への謝罪で解決しかけていた事態を最悪の状況にまで悪化させた詮子を面と向かって非難する場面もあるが、テレビ版では口に出せずにおり、性格が気弱な方向に修正されている。
詮子（せんこ）
演：星由里子
源護の長女。良兼の後妻として嫁ぐ。生家の嫡子でもある弟・扶と良子を結婚させようとするも、良子が将門に掠奪されたことで失敗。将門に対しては当初から悪感情を抱いているせいで、将門の掠奪に激怒し、良兼に将門を討つよう焚きつけるが、良子が幸せである旨の手紙を受け取って心が揺れる良兼を見かねて離婚をほのめかす。将門に「源家に赴き謝って欲しい」という旨の書状を届け、これに乗じて同じように激怒していた扶には、「弟たちと一緒に、謝罪に来る途上の将門を殺せ」との書状を送る。ところが、扶は将門の猛反撃で左目を失明、扶の弟二人は戦死するという惨憺たる結果に終わる。将門の死後、落雷により父である護と共に死去した。
公雅（きみまさ）
演：高野浩幸
平良兼の子。良兼の囚われ人となった良子を、詮子たちの手から守るため、将門の元へ逃した。
公連（きみつら）
演：森井信好
平良兼の子
公元（きみもと）
演：佐藤健一
平良兼の子
蓮沼五郎（はすぬま ごろう）
演：小沢幹雄
良兼の郎党。
海老丸（えびまる）
演：伊藤高
良兼の郎党だが、子春丸の従兄弟と偽り岩井の館に潜入し、夜討ちを図る良兼の元に情報を伝える。
良子の侍女
演：植木まり子、島田芳子
良兼の郎党
演：立川恵三、佐藤勝貫、東治幸、山中康司、井上三千男
詮子の侍女
演：鈴木孝子、小野敦子

#### 良正一門
平良正（たいらの よしまさ）
演：蟹江敬三
将門の叔父。将門の留守中、国香とともに領地を横領する。気が荒く、父の仇討ちに消極的な貞盛を罵倒するが、これは「よき娘婿として源護に見られたい」という気持ちも入っていた。「川曲の戦い」で将門と一騎討ちするが、その最中に刀が折れても立ち向かってくる将門の威勢に恐れをなして敗走した。その後良兼を頼り、坂東ではタブーとされていた農繁期に兵を起こし将門を討つことを主張する。しかし、下野で2千もの大軍を擁しながら将門に敗れる。
良正の妻→良正の嫡妻
演：平井道子
良正に捕らえられた良子を、将門に返すのが筋だが、将門の行方がわからない状態なので、父の良兼の元に返すよう良正に迫り、承諾させる。
定子（さだこ）
演：新藤恵美
源護の2女。良正の側室となる。
良正の郎党
演：浅野義行
良正の郎党
演：竹内喬（竹内靖）、中村武己、加藤寿
兵→良正の兵
演：長克巳、綿貫宏和、水橋和夫

#### 良文一門
平良文（たいらの よしふみ）
演：渡辺文雄
将門の叔父。武蔵に領地を持つ。遠方ではあるが、良将の兄弟の中で唯一将門のことを気にかけている。将門と融和を図ろうとする貞盛に賛同するが、父の死を嘆かない貞盛の冷徹な性格が争いの元になるのではないかと懸念を表明した。良兼、良正と将門との対立を心配し、将門の母を預かる。

### 源氏一門
源護 （みなもとの まもる）（常陸大掾）
演：西村晃
小督の元に通ってきた将門と出会う。そして、「しかるべき人」を通じて縁談を申し込むように諭す。将門は国香を通じて縁談を申し込んだが、小督は貞盛に嫁がせたいとの意向を漏らす。戦いの経験が無く、隆と繁が討たれた際は国香の進言に従い落ち延びる。京の検非違使で将門と裁判で対決するが、将門を罪に陥れるため公を欺いたとして叱責された。その後、将門が関東を制圧すると共に流浪の身となる。将門の死後、落雷により娘の詮子とともに死去した。
源扶（みなもとの たすく）
演：峰岸徹
護の嫡男。女好きの乱暴者で知られ神社の祭礼に来た将門と貞盛を襲う。葦津江郷の桔梗を襲おうとして玄明と将門に阻まれたり、良子との縁談のため良兼の屋敷に来た時も侍女に色目を使うなど女に目がない。将門に許婚の良子を奪われたことに激怒し、同じく将門に激怒していた姉・詮子に呼応して将門を騙し討とうとするが、弟二人を殺された上に自身も左目を失う。将門の岩井の館での夜襲の際、将門との一騎討ちに敗れ、良子に見守られながら絶命する。
源隆（みなもとの たかし）
演：神太郎
護の二男。良子が将門に奪われると兄と共に将門を騙し討とうとするが、敗北し将門に討たれる。
源繁（みなもとの しげる）
演：牧村襄
護の三男。良子が将門に奪われると兄と共に将門を騙し討とうとするが、敗北し将門に討たれる。
源家の郎党
演：戸塚孝、大宮幸悦、広田正光、刀原章光、田辺しげる、えごのりやす
扶の郎党
演：根本嘉也
扶の兵
演：徳弘夏生、あびる啓二、島田彰、加地健太郎

### 関東の豪族たち
田原藤太 （たわらの とうた）（藤原秀郷）
演：露口茂
少年時代の将門が父良将とともに陸奥に下向する際に縛られ馬で連行される藤太と出会う。後に下野国の有力豪族となる。成長した将門に好感を持つ一方で、彼の政治力に疑問があることを懸念し、また坂東の大地を将門と朝廷との争いで荒廃させたくないとの判断から、涙を呑んで将門追討を決断し、これを成功させる。ただ、将門の妻子には罪はないとして、追捕を求める経基の求めは拒絶した。
村雄の殿 （藤原村雄）
演：信欣三
藤太の郎党→佐野八郎
演：松村彦次郎
藤太の側近。藤太には「爺」と呼ばれている。将門との戦いの前に下野国に進出した良兼が藤太と誼を通じるため派遣した使者に対し、主人は病気であると理由を構えて面会を断った。
藤太の郎党
演：林邦史朗、浅野泰行
武蔵武芝（むさしの たけしば）
演：宮口精二
足立郡の郡司。興世王、経基と対立し、将門の仲裁を受ける。しかし、将門、興世王、武芝が自らを討つと誤解し警戒心を強めていた経基の兵により討たれてしまう。
武芝の郎党
演：真田五郎、遠藤剛

### 国司・役人たち

#### 下野国府
大中臣全行
演：林昭夫
下野守。良兼が将門との戦いの前に豪族たちと誼を通じるため下野国小山郡に進出した時に、下野守として抗議した。そして、下野の戦いで良兼らを破った将門に都風で対面し、威厳を示そうとするが将門は直答をした。しかし、その公明正大で率直な将門の態度に感銘を受けた。後に常陸国府を占領した将門は下野国府に出向き、その際に国府の印鎰を差し出し降伏した。
下野国府の役人
演：井上和行

#### 武蔵国府
源経基（みなもとの つねもと） （武蔵介）
演：菅野忠彦
興世王とともに武蔵に介として下向する。武芝と対立し、将門の仲裁を興世王とともに受けるが、納得せず不機嫌になる。清和天皇の孫であるということで誇り高いが臆病な人物として描かれ、将門・興世王・武芝に襲われるという猜疑心をもち、京に逃走。「将門・興世王・武芝が謀叛」と報告する。
経基の従者
演：三由茂
経基の郎党
演：大竹まこと、加賀谷純一、田原アルノ、山之内哲平

#### 常陸国府
藤原維幾（ふじわらの これちか）
演：横森久
常陸介。将門に常陸国府を占領され、なおも公の権威を信じていたが、高飛車な態度が将門の怒りを買い、あっけなく降伏する。
藤原為憲（ふじわらの ためのり）
演：中島久之
惟幾の子。戦の経験がないのにもかかわらず、重税にあえぐ民人をかりたて将門と戦おうとする。孫子の兵法に通じていると自任しているが貞盛から「兵法と実際の戦は違う」と呆れられる。将門との戦いでも兵法を活用しようとするが、実践では役に立たず生け捕りにされた。
為憲の郎党
演：岡本隆、三浦康一、津川一夫
常陸国府の目
演：内山森彦
藤原為憲に叱咤され、将門の元に使いに出向く。
国府の史生
演：瀬戸山秀樹
惟幾の郎党
演：青砥洋

### 京の人々
藤原忠平（ふじわらの ただひら） （左大臣）
演：仲谷昇
京に上洛した将門が仕える。将門が坂東に帰ると、貞盛が仕える。国香が討たれた時貞盛が自分の意向に従い感情的にならず京に留まったことに満足していたが、貞盛が親の敵を討たない臆病者という評判が立つと、坂東へ返した。
藤原仲平（ふじわらの なかひら）
演：永井智雄
忠平の兄だが、出世は遅れをとる。その代わりに財を蓄えているとの評判がある。純友が仕えている。
藤原師尹（ふじわらの もろただ）
演：清家栄一
忠平の5男。将門が警護を命じられるが、それは師尹の初めての女に通うのを警護する役割であった。
貴子（たかこ）
演：吉永小百合
嵯峨天皇の曾孫だが、荒れ屋敷に住んでいる。出自に恥じない気品と凛とした美貌の持ち主だが、明るく天真爛漫な性格。が、その反面、男に対する依存心が強く、嫉妬深い一面もある。足を怪我した将門が乳母に水を貰い、御礼のために来たところを対面する。その後病にかかるが、将門の手配により医者が派遣され事なきを得た。それから将門はしばしば貴子の元に通うことになる。そして将門の紹介で貞盛も屋敷を度々訪れるようになる。将門の誠実さに心惹かれる一方で、故郷の坂東に心を寄せ、盗賊の騒動で土地の献上による名誉挽回を拒否した将門にすれ違いを感じる。そして、同じく想いを寄せつつも、なかなか自分に対し振り向かない貴子に業を煮やした貞盛に無理矢理押し倒され、肉体関係を持ったことと、将門が海賊追捕のため西国に赴き、益々寂しさを感じたことから、心の穴を埋めるように貞盛の愛を受け入れ、深い仲になる。その後貞盛が京を去った後失火で屋敷を焼け出され、東の男により運が開けるという火雷天神の神託を信じて坂東に下るが、山賊に襲われる。その際に乳母を亡くす。そして山賊の手により人買いに売られ遊女に身を落とす。上洛した将門と再会し、遊女になったことを玄明に聞いた純友が銭を出し、解放され将門の京の屋敷に暮らす。その後、将門と共に坂東へ下り、将門の館に住むが、良兼らとの戦いに将門が敗れると怯え、逃げ出して貞盛を頼ろうとする。結局源扶に良子らとともに捕らわれられ、その際婆が貞盛ゆかりの女人であることを訴えるが、貴子は否定しただの囚われ人として扱われる。その後良子たちとともに良正の水守の館に連行されるが、兵たちにより慰み者にされ息絶える。
乳母
演：奈良岡朋子
貴子の乳母。荒れ屋敷を気にかけた将門が屋敷内で足を怪我すると、手当の水を用意する。そのことがきっかけで将門と貴子が接近するが、後に貞盛も貴子の屋敷に通うようになってから二人を天秤にかけて考えるようになる。その後失火により屋敷を失った貴子と坂東へ同道するが、山賊に襲われ落命する。
武蔵（むさし）
演：太地喜和子
盗賊の頭領。純友とは深い仲である。純友が伊予に下る際、伊予に来るよう誘われるが、純友は盗賊の頭である自分が好きであるとの思いから同行しなかった。子高の屋敷を襲う時に罠にかかり、捕らえられる。しかし、玄明と傀儡たちにより救出される。その後坂東に下り、田原藤太の元に寄寓する。恒利の裏切りに遭い、検非違使に殺される。死の直前に玄明とは姉弟だった事が判る。
大中臣康継 （おおなかおみのやすつぐ）（小一条院藤原忠平家司）
演：村上不二夫
小一条院に仕えることになった将門に忠平への目通りを申し出られた際、一度はすげなく断ったが、貞盛の勧めを受けた将門が馬を贈ると承諾する。しかし、その際の将門の態度が忠平へ直答するなど都の習いを弁えぬものであったため叱責する。後に第二の追捕使として伊予に赴く。先の追捕使の全滅の際、京から来た兵は全滅したが、伊予で徴兵した民人は一人の死者もいないと指摘。その指摘に純友は、海賊が民を襲わなかっただけで、そもそも海賊を生み出したのは中央の貴族であることが原因であると怒りを露にし、辞表を提出した。そして、純友を襲おうと兵を派遣したが純友は海賊たちの助けで海に逃れた。
紀豊之（きの とよゆき）
演：綿引洪
学生の殿といわれている。儀式を重んじる貴族たちに反感を持ち、内裏に動物の屍体を置き都を騒がせるという企てに将門と清忠を誘ったが、彼らは乗らなかった。都を騒がせるも、後に捕らえられる。
藤原子高
演：入川保則
山陽道巡検使として海賊の取締にあたり、山陽道の国司を督励する。伊予に下る純友と神崎で面会する。しかし、その手法は海賊を討つと称して民人を処刑し、海賊と民人を憎み合わせるというやり方で純友の怒りを買う。京に戻ると小一条院の家司となり、将門の従八位上・右兵衛府への任官を伝えた。そして、将門が盗賊を退治すると褒めそやすが、実は盗賊が高貴な身分であったことが判明すると掌を返した態度をとる。後に備前介として赴任。純友が挙兵した時には、美濃に襲われるが逆襲し、鼻を削ぐ。しかし、純友に復讐され、耳と鼻を削がれた。
小野道風（おのの みちかぜ）
演：小池朝雄
京に上洛した将平が師と仰ぐ。酒が好きで、部屋は散らかり放題の変わり者だが、将門からの謝礼の話をきっぱりと断った。
季重（すえしげ）
演：沢竜二
武蔵を頭領と仰ぐ盗賊。季光を殺されたことから将門を仇と見なす。武蔵を追って坂東に下る途中、鹿島玄道と知り合い同道する。将門と良兼、良正の戦いの際、良兼たちを追い詰めた将門が彼らを逃す姿を見て、度量の広さに感服し、後に将門を慕うようになる。その後、藤原恒利の裏切りにより武蔵と共に検非違使に殺される。
季光（すえみつ）
演：無双信
武蔵を頭領と仰ぐ盗賊。季重の弟。将門に射殺される。
良高（よしたか）
演：伊藤正博
多治比の文子
演：杉浦悦子
右近の馬場の火雷天神の巫女。貴子の運が東国の男によって開かれると神託を授ける。
大志坂上
演：柳生博
小一条院家人
演：里木佐甫良、稲垣昭三、上田忠好、山田康雄、大江徹、大宮幸悦、車邦秀、柚木隆太、川崎桂、伊藤弘一、森井睦、佐々木雄二、平野正明、船場克敏、小倉馨
待女
演：長沢昭子、池田勝美
露天の主人
演：平川斉
その妻
演：田中昭子
露天の主人の妻。
僧
演：平野元
将門が忠平の使いとして文を届けた僧侶。
弟子の僧
演：三橋洋一
将門が忠平の使いとして文を届けた際、直接僧に届けようとする将門を押しとどめようとした。
姫
演：新井悦子
師尹の相手を務めた姫君。
医師
演：北見治一
病の貴子を診断した医師。将門と貴子が深い仲と勘違いしていた。
神官
演：依田英助
職人
演：吉田宏、飯沼正
仲平の家司
演：関口篤
純友が官位を貰った際、脇に控えて純友の取次をした家司。
学生
演：山田兼二、福山ひろし
紀豊之と共に内裏に動物の屍体を置く事件を起こす。
内裏の男
演：徳山富夫
女官
演：小沢悦子
武蔵の手下
演：北村晃一、岡本堅一
盗賊→恒明王
演：小林英樹
宇多天皇の血筋を引く皇族だが、盗賊をはたらく。将門に討ち取られる。
盗賊→藤原良資
演：西山直樹
中納言の次男という高貴な身分だが、盗賊をはたらき将門に討ち取られる。
盗賊→源祐
演：芳賀喜信
参議家である高貴な身分だが盗賊をはたらき将門に討ち取られる。
大尉中原
演：細川俊夫
右兵衛府の侍
演：中原成男、菅沼赫、名塚琢也、岸本功、竹内喬、小倉馨、針谷弘之、青砥洋、小金井宣夫
衛府の武者→武者
演：坂牧明、鶴岡修
衛府の武者
演：荻原紀
武者
演：車那秀、大宮幸悦
公家
演：戸沢佑介、伊藤正博、飛騨昇、徳山富夫、岡本敏明、大矢甫、神山寛、真弓田一夫、庄司永建、西国成男、福原秀雄、陶隆司、小池栄
召使の婆
演：春江ふかみ
貴子の屋敷に仕える婆。貴子の家が焼けた後、坂東への旅にも付き従い、貴子が遊女に売られた後も従い続ける。その後、純友の銭により自由になった貴子は将門により坂東へ下ることになるが、婆も同道する。
少判事
演：真木恭介
遊女宿の客
演：江原正士、渡辺厳
遊女
演：宇乃壬麻、五十嵐五十鈴
検非違使尉
演：児玉謙次
牛車の男
演：小川吉信
検非違使別当
演：奥野匡

### 傀儡
螻蛄（けら）→けら婆
演：吉行和子
純友に通じている傀儡の一人。婆と呼ばれているが年齢不詳で稚児姓にも変装する。京から坂東へ帰った将門に助力する。
美濃（みの）
演：木の実ナナ
傀儡の一人。純友が挙兵した際備前で藤原子高を襲うが、逆襲されて殺され鼻を削がれた。
傀儡の男
演：小島三児
傀儡の女
演：沢美知子、蔵方まり子、飯村加代子、市川紅美、三枝洋子、在家郁子
傀儡の楽士
演：国重歌栄美、平山真佐子、山内喜美子、天野宣社中

### 西国の人々

#### 純友と海賊・民人たち
藤原純友（ふじわらの すみとも） （伊予掾）
演：緒形拳
将門とは京で出会い、肝胆相照らす。その後伊予掾に任じられ海賊対策を命じられるが、腐敗した貴族政治を打倒すべく日振島で挙兵し、淀川まで攻め上る。そこで将門の戦死を知り、苦渋の撤退を決断する。貴族のことを国家という大木に巣食うシロアリと呼んでいる。
藤原恒利（ふじわらの つねとし）
演：今福正雄
淡路島・小豆島を統べる海賊の首領。伊予に下る純友と神崎で出会い、親交を結ぶ。しかし、純友が挙兵した後に、娘の千載を正室に迎えるよう純友に頼んだ際、武蔵に心を惹かれている彼に断られる。すると純友と自分に面会してくれた忠平を天秤にかけて、武蔵のことを検非違使に密告し殺させた。
千載（せんざい）
演：五十嵐淳子
神崎の遊女であるが恒利の娘である。藤原恒利の元へ純友を案内する。
重太丸（しげたまる）
演：早川勝也
純友の子。
くらげ丸（くらげまる）
演：清水綋治
西海道海賊の頭目の一人。反権力思考。中島で追捕使の佐伯清辰らを討ち取る。都に純友と共に攻め上る途中、将門の死を知り撤退を決断した純友に掴みかかった。
鯖（さば）
演：宇津海仙
恒利の使いとして、純友の元へ来るが太刀を受け取る時の態度が悪かったため殴られる。
鮫（さめ）
演：丹古母鬼馬二
西海道海賊の頭目の一人。追捕使として伊予に佐伯清辰が来た際には、海賊と純友との連絡役を務める。
大浦秀成（おおうら ひでなり）
演：中丸忠雄
西海道海賊の頭目の一人。中島で追捕使の佐伯清辰らを討ち取る。
小野氏彦（おのの うじひこ）
演：大橋一元
西海道海賊の頭目の一人。
鯒麻呂
演：大塚吾郎
西海道海賊の頭目の一人。追捕使として伊予に佐伯清辰が来た際には、海賊と純友との連絡役を務める。
船頭
演：中島元、町田幸夫
郡の大領
演：稲川善一
喜多郡の大領
郡司
演：渡辺巌
喜多郡の郡司
陳之謙
演：戸上城太郎
中国の海賊の頭目。けら婆が日振島に連れてきて純友と引き合わせた。
高麗の頭目
演：加藤精三
けら婆が日振島に連れてきて純友と引き合わせた。
紀秋成（きの あきなり）
演：平田守
純友の側近。

#### 役人たち
平維久 （たいらの これひさ）（伊予守）
演：森塚敏
伊予掾となった純友の上司にあたる。伊予国府で西国に下った純友と面会する。純友の初対面の印象は「人の良い老人」。どもるような口調が特徴で、口癖のように「それが法の示すところ」と言う。
藤原正経（ふじわらの まさつね） （伊予介）
演：寺田農
伊予掾となった純友の上司にあたる。伊予国府で西国に下った純友と面会する。純友の初対面の印象は「油断がならぬ」。
紀淑人（きの よしと） （弾正少弼→伊予守）
演：細川俊之
伊予守に任じられると、海賊を懐柔して普通の民人になるよう懐柔策をとる。純友に対しても鮫を通じて面会し、辞表は受理されておらず、現在も伊予掾であることを伝え、海賊対策に協力するよう依頼する。純友が挙兵した際には、仲間に加わるよう誘われるが、乱を好まない自分は公と共に滅びたいと述べ、誘いを断った。
漢部倉麻呂 （かんべの くらまろ）（伊予目）
演：北浦昭義
佐伯清辰と共に伊予の中島へ海賊追捕に向かうが、霧の中討ち取られる。
佐伯清辰 （兵庫允・西海道追捕使）
演：渥美国泰
西国の海賊討伐を命じられる。伊予の中島で海賊を一気に攻めようとするが、霧の中討死し、京から来た軍勢も全滅することになる。
伊予介
演：竹田将二

### その他
多治助実（たじの すけざね）
演：中山昭二
京から源経基の訴えを確認する使者として将門の元に赴く。
下総守
演：小沢重雄
多治助実と共に坂東へ同道した。
上野介
演：大矢兼臣
小米
演：池波志乃
上野、総社の巫女。将門が上野国府を降伏させた宴の席で神懸かりし、八幡大菩薩として「自分の子として帝になれ」と叫ぶ。
子春丸の女
演：藤田弓子
良兼に籠絡され、子春丸に裏切りを勧める。
征 東軍武将
演：平野元
かや
演：遠藤真理子
葦津江郷の娘。桔梗の友人。後に将平と恋に落ちる。
いね
演：近藤雅子
葦津江郷の娘。桔梗の友人。
よし
演：山内千鶴子
葦津江郷の娘。桔梗の友人。
たみ
演：大森佳代
長百姓→栗麻
演：神田正夫
葦津江郷の長百姓で桔梗の父である。将門が良兼、良正らに敗れた時葦津江郷まで探索に来た良正に将門の兵である息子を殺せば村人の命は助けると脅したため、息子たちを自ら手に掛けた。しかし、後に民人たちを率い蜂起する。
郎党
演：井上博一、岡本隆、白石守、加藤正之、猪野剛太郎、毛塚守彦、森井睦、結城一郎
少女
演：重村博子
娘
演：桂木梨江
神官
演：大久保正信
巫女
演：長谷川雅美
乳母
演：入江杏子
平家の郎党
演：荒井一夫
老爺
演：永井柳太郎
筑波山近くの小屋にいる老爺。筑波山の帰りに源扶に追われた貞盛と小次郎を逃がした。
侍女
演：岸谷善子、佐久間久枝、とりい三枝、岩金栄
栗丸
演：中西良太
民人
演：西沢武夫、秋月喜久枝、和久井節緒、篠田薫、笹川恵三、三田茂、森康子、阿部英生、大西多摩恵、高橋真弓、小島勝美、庄司久美子、大友町子、筧豊子、大野紀志夫、丸山信二、綿貫宏和、野村須磨子、永恵春芳、今岡義晴、山火博文、藤野健二、天野和市、佐々木雅子、宮田雅代、草薙祐子、滝知江、平山あけみ、花柳豊三郎、花柳若登樹、花柳寿美蔵、花柳寿臣、花柳楽二郎、花柳楽秀、花柳穂博、花柳萩恵美、菊池晴巳、黒瀬美津子、花柳寿七菊、花柳錦富士、花柳楽柳、花柳寿世奈、豊川晋俉、井上鉄男、千葉繁、十部利春、伊藤敏孝、田村元治、山口淳平、石黒正男、北村耕太郎、坂本由英、森井睦、前沢迪雄、佐野哲也、八木秀司、汐見直行、石橋俊行、鈴木よし子、河西喜蔵、中島元、三川雄三、山田晴生、金子正、山田博幸、小川三郎、丸山詠二、須永康夫、徳永康夫、小林淳一、三月雄三、大月優子
扶の兵
演：島田彰、加地健太郎
役人
演：宮内幸平、平野正明、久米勲夫、伊藤健
市人
演：田村錦人
少女
演：竹井みどり
藤太の館に転がり込んだ貞盛の相手を務める。しかし、役目は貞盛を捕らえるため刀をとりあげることであった。しかし、少女は貞盛に心を惹かれ、彼に危機が迫っていることを涙ながらに伝える。
狩りの民人 （第1回）
演：金内喜久夫
弓の達人。少年時代の小次郎と出会う。しかし、実は労役の辛さから逃れたうかれ人で、役人に連行される。
国府の上役人 （第1回）
演：金親保雄、大浦宏司
太鼓 （第2回）
演：天野宣
遊女宿の客
演：江原正士
芸人
演：李彩、鏡味小仙社中、天野宣社中、山内喜美子、平山真佐子、半田綾子、花柳衛巳昇、結城人形座
駅長
演：鈴木昭生
修験者
演：山本武
巫女
演：五十嵐美鈴
遊女
演：あさみ真琴、小石沙菜江、長谷川由紀
海賊
演：綿貫宏和、椎谷建治、堀礼文
里人
演：重盛照江、森康子、峰田智代、三川雄三、西沢武夫、古川信興、畠山善之
老人
演：柳谷寛
史生
演：吉村道雄、南治、小金井宣夫、峰村銀、井上和行、別所立木
旅人
演：中村武巳、斉川一夫、笹川恵三
漁師
演：渡会弘幸
娘たち
演：桧山知江、高橋真弓、庄司久美子、鈴木慶子
婆
演：遠藤慎子
郎党
演：小美濃利明
囃子
演：堅田喜三久
男
演：円谷文彦
山賊
演：市村昌治、村岡章、千田隼生、金親保雄
館の主
演：西村淳二
村人
演：稲川善一
武者
演：川上恭司、三輪猛雄、荒木憲、山岡健次、新藤崇志
盗賊
演：市村昌治
羽生の老人
演：河村憲一郎
領主の多治経明が将門に味方し、良兼との戦いに敗れると経明が将門を兄と慕って味方したことに対し、恨み言を述べる。
若い百姓兵
演：井上鉄男
経明の郎党
演：松田章
老母→婆
演：飯田テル子
若い百姓
演：井上鉄男、千葉繁
老婆
演：河村久子、筧豊子
回想の母
演：八木昌子
玄明の回想にでてくる武蔵、玄明の母。うかれ人狩りの役人に殺された。
医師
演：小沢忠臣
罪人
演：加藤新二
老狩人
演：笹川恵三
若い夫婦
演：阿部英生、浅井やよい
母
演：峰田智代
女
演：小林テル
老人
演：瀬良明
兵
演：佐藤輝昭、小野泰次郎、田辺しげる、船場克敏
巫女
演：真木裕子、飯沼みどり、宇野王麻、五十嵐五十鈴
老人
演：高杉哲平
娘
演：川口今日子（真梨邑ケイ）、芝村洋子
他の役名
演：鈴木昭生、立川雄三、加藤春哉、山中直人、由利勝郎、守屋じゅん子、マイケル荒川

## スタッフ
- 原作：海音寺潮五郎（『平将門』『海と風と虹と』より）
- 脚本：福田善之
- 音楽・指揮：山本直純
- 語り：加瀬次男
- 題字：海音寺潮五郎
- テーマ音楽：NHK交響楽団、東京混声合唱団
- 演奏：新室内楽協会
- 時代考証：稲垣史生
- 風俗考証：磯目篤郎
- 邦楽：杵屋正邦、天野宣
- 振付：花柳寿楽、アキコ・カンダ
- 絵：御正伸
- 殺陣：菊池竜志
- 能指導：観世栄夫
- 人形指導：結城孫三郎
- 笛指導：天野宣
- 琵琶：鶴田錦史
- 舞楽：小野雅楽会
- 協力：相馬野馬追執行委員会、AKモダンダンス・パンテオン
- 撮影協力：茨城県石下町、茨城県豊里町、愛媛県宇和島市、茨城県石下町消防団
- 制作：小川淳一、関谷雅行
- 美術：小川和夫、大家靖史、川口直次
- 技術：黒柳要輔、佐々木秀次、佐藤守、小池哲男
- 効果：鈴木一清、松崎茂、山本浩、宮本騏嘉
- 演出：岸田利彦、大原誠、松尾武、榎本一生、重光亨彦
- エキストラ：花柳寿楽社中、若駒、鳳プロ、劇団いろは、劇団若草、菊地剣友会、星プロ、A・Kモダンダンスパンテオン、東京国際アートセンター

## 主題曲
オープニングでは、第1回のみ、メインタイトル→将門の剣舞のイメージ映像→将門の死後の坂東の民人が、その生存を語り継ぐ場面→馬で疾走する将門の姿→と続き、山並の空撮映像をバックにサブタイトル、キャスト・スタッフクレジットが流れ、本編冒頭では原作者、海音寺潮五郎の解説やナレーションで平安時代以前までの国家の仕組みが語られてから、ドラマ部に入るという趣向が取られている。音楽は山本直純によるハ短調ではじまるゆったりとした曲調から後半はホ短調に転調する曲である。
本作の主題曲はインストゥルメンタルであるが、新たに付けられた歌詞を加藤剛が歌いCBSソニーから大河ドラマでは初めて主題歌が発売。村田英雄歌唱によるシングル盤も東芝EMIから発売された。レコード上に「主題歌」と表示されているものの劇中では使用されていないが、フジテレビの人気番組「スター千一夜」に加藤剛と山本直純がゲスト出演した際に冒頭で加藤版のワンコーラスが流れた。後年、NHKの番組『スタジオからこんにちは』で紹介され、時代劇主題歌ＣＤアルバムの『ちょんまげ天国』にも収録された。

## 放送
特記が無い限りNHKクロニクルのNHK番組表ヒストリーで確認。

### 通常放送時間
- NHK総合テレビジョン：毎週日曜 20時00分 - 20時45分
- （再放送）NHK総合テレビジョン：毎週土曜 13時25分 - 14時10分[注釈 22]

### 放送日程
- 第29回から第31回はモントリオール五輪関連番組を放送したため45分繰り下げて放送。

| 第1回                                                      | 01月04日 | 将門誕生   | 岸田利彦 大原誠 |
| 第2回                                                      | 01月11日 | 恋あらし   | 大原誠          |
| 第3回                                                      | 01月18日 | 矢風       | 松尾武          |
| 第4回                                                      | 01月25日 | 筑波の楓   | 重光亨彦        |
| 第5回                                                      | 02月01日 | 平安の都   | 岸田利彦        |
| 第6回                                                      | 02月08日 | 闇の群     | 大原誠          |
| 第7回                                                      | 02月15日 | 女盗有情   | 松尾武          |
| 第8回                                                      | 02月22日 | 京の姫みこ | 重光亨彦        |
| 第9回                                                      | 02月29日 | 火雷天神   | 大原誠          |
| 第10回                                                     | 03月07日 | 純友西へ   | 岸田利彦        |
| 第11回                                                     | 03月14日 | 餓狼の頭目 | 松尾武          |
| 第12回                                                     | 03月21日 | 剣の舞     | 重光亨彦        |
| 第13回                                                     | 03月28日 | 酷い季節   | 大原誠          |
| 第14回                                                     | 04月04日 | 再会       | 大原誠          |
| 第15回                                                     | 04月11日 | 伊予の海霧 | 松尾武          |
| 第16回                                                     | 04月18日 | 恋の訣れ   | 重光亨彦        |
| 第17回                                                     | 04月25日 | 昿野の蝶   | 大原誠          |
| 第18回                                                     | 05月02日 | 氏族放逐   | 岸田利彦        |
| 第19回                                                     | 05月09日 | 桔梗の里   | 重光亨彦        |
| 第20回                                                     | 05月16日 | 良子掠奪   | 松尾武          |
| 第21回                                                     | 05月23日 | 騙し討ち   | 大原誠          |
| 第22回                                                     | 05月30日 | 修羅の旋風 | 岸田利彦        |
| 第23回                                                     | 06月06日 | あだ桜     | 重光亨彦        |
| 第24回                                                     | 06月13日 | 川曲の戦い | 松尾武          |
| 第25回                                                     | 06月20日 | 風の決意   | 大原誠          |
| 第26回                                                     | 06月27日 | 海賊大将軍 | 岸田利彦        |
| 第27回                                                     | 07月04日 | 折れた矢   | 松尾武          |
| 第28回                                                     | 07月11日 | 坂東震撼す | 重光亨彦        |
| 第29回                                                     | 07月18日 | 脅える都   | 大原誠          |
| 第30回                                                     | 07月25日 | 遊女姫みこ | 松尾武          |
| 第31回                                                     | 08月01日 | 龍と虎と   | 重光亨彦        |
| 第32回                                                     | 08月08日 | 裁きの春   | 榎本一生        |
| 第33回                                                     | 08月15日 | 凶兆       | 大原誠          |
| 第34回                                                     | 08月22日 | 将門敗る   | 松尾武          |
| 第35回                                                     | 08月29日 | 豊田炎上   | 岸田利彦        |
| 第36回                                                     | 09月05日 | 貴子無惨   | 大原誠          |
| 第37回                                                     | 09月12日 | 民人の砦   | 重光亨彦        |
| 第38回                                                     | 09月19日 | 良子脱出   | 榎本一生        |
| 第39回                                                     | 09月26日 | 富士噴火   | 松尾武          |
| 第40回                                                     | 10月03日 | 夜襲       | 大原誠          |
| 第41回                                                     | 10月10日 | 貞盛追跡   | 重光亨彦        |
| 第42回                                                     | 10月17日 | 天慶改元   | 松尾武          |
| 第43回                                                     | 10月24日 | 武蔵の風雲 | 大原誠          |
| 第44回                                                     | 10月31日 | 玄明慟哭   | 榎本一生        |
| 第45回                                                     | 11月07日 | 叛逆の道   | 重光亨彦        |
| 第46回                                                     | 11月14日 | 決断       | 松尾武          |
| 第47回                                                     | 11月21日 | 国府占領   | 大原誠          |
| 第48回                                                     | 11月28日 | 坂東独立   | 岸田利彦        |
| 第49回                                                     | 12月05日 | 大進発     | 重光亨彦        |
| 第50回                                                     | 12月12日 | 藤太と将門 | 松尾武          |
| 第51回                                                     | 12月19日 | 激闘       | 大原誠          |
| 最終回                                                     | 12月26日 | 久遠の虹   | 岸田利彦        |
| 平均視聴率 24.0%（視聴率は関東地区・ビデオリサーチ社調べ） |          |            |                 |

### 総集編
- 前編：1976年12月30日　19時20分から20時54分
- 後編：1976年12月31日　19時20分から20時50分

## 映像の現存状況
歴代大河ドラマの中で全映像の現存が確認されている最古の作品でもある。総集編は1978年に東京12チャンネルで再放送された後、VHSやDVDで商品化されていたのに対し、長期にわたってオリジナルの本編映像は現存しないと考えられていたが、2000年代半ばになって、全放送回の映像が収録された当時の2インチVTRがNHKの倉庫に保管されていたことが確認された。発見された映像は、9ヶ月にも及ぶデジタルリマスター処理により修復された上で、全話収録の完全版DVDが2007年7月に発売されている。
主演の加藤剛が2018年6月18日に死去した後、『あの日 あのとき あの番組』（NHK総合、2018年9月2日放送）にて、本作の最終回（「第52回 久遠の虹」）が追悼番組として放映された。

## 関連商品
- 総集編： 全2巻 (VHS)、2枚組 (DVD)
- 完全版： 全7巻、13枚、52回 (DVD)